# 美国就业报告
美国就业报告（英語：The Employment Situation）為美国勞工部勞動統計局通常于每月首週五发布的前月就业市场统计结果，報告內容包含非農就業人數（Nonfarm payroll employment, NFP，簡稱非農，或譯非農業部門雇用者数）及失業率（Unemployment rate）等，為衡量美國勞動市場狀況的重要報告。

## 统计调查方法
机构调查（Establishment Survey）與家庭调查（Household Survey）两者相互独立。前者又称薪资调查（Payroll survey），由美國劳工统计局与州政府的就业机构合作汇编，樣本包括約38萬個非農業部門；後者由美國人口普查局（Census Bureau）先做当期人口调查（Current Population Survey），再由劳工统计局（BLS）统计出失業率。

## 調查及應用
公布时间是月初，一般被用作当月经济指标的基调。非農就業人數涵蓋了美國 9 成以上的就業人口，調查的樣本則涵蓋了母體的 30%，是準確度十分高的調查。非農部門的總產出佔了美國總產出的 80 %以上，因此算是十分重要的經濟數據。失业率降低或非农业就业人口增加，表示经济景气转好，美联储可能调升利率。
需要注意的是，在非農就業人數發佈後，投資者對於聯準會的升息或降息預期也會隨之變化。例如，在2024年4月的非農就業人數發佈後，投資者對聯準會6月首次降息的押註概率從此前的60%左右下降至50%。此外，對當年度年內降息的次數削減至僅剩2次，比聯準會三月會議的利率點陣圖揭示的還要少一次。一般來說，利率的走势與股市的走势相反。但是，儘管該次公佈的非農就業人數令市場懷疑年內降息的速度，但當日美股卻驚喜上漲，標指及那指漲超1%，創近三週最大升幅，這確實有點違背傳統觀點。有分析稱，部分原因可能是這樣一種感覺，即經濟過於強勁，雖然無法立即實施寬鬆政策，但應該會轉化為企業盈利的改善。